# Solo dos
Solo dos es una canción interpretada y escrita por la banda de electropop mexicana Belanova para su primer álbum en vivo Canciones para la luna: sinfónico en vivo (2013). Fue este el primer sencillo del disco en publicarse y es una canción inédita (es decir que a pesar de haberse lanzado oficialmente a la radio, no está incluido como tal en el disco, pero existen dos versiones tanto la de estudio como la de en vivo de la misma).

## Tracklist

### Descarga digital
- 'Solo dos (versión estudio)' - 3:27[3]
- 'Solo dos (versión en vivo)' - 3:53[4]

## Vídeo musical
Fue lanzado el mismo día de su lanzamiento, en el canal Vevo de la agrupación en YouTube, logrando los sitios más altos de popularidad en México. Fue filmado en el Centro Cultural Roberto Cantoral en la Ciudad de México en vivo con orquesta.

## Posicionamiento en listas
| Lista                            | Mejor posición |
| -------------------------------- | -------------- |
| Estados Unidos (Latin Pop Songs) | 24             |
| México (Spotify Charts)          | 14             |
| México (Top 100 Charts)          | 17             |

## Historial de lanzamiento
| Región | Fecha                | Formato                     | Discográfica     | Ref.  |
| ------ | -------------------- | --------------------------- | ---------------- | ----- |
| México | 8 de octubre de 2013 | Descarga digital, Streaming | Universal México | [ 8 ] |